# Stockholm (paquebot)
Pour la ville éponyme, voir Stockholm. Pour les autres homonymes, voir Stockholm (homonymie).
Le Stockholm est un paquebot mis en service en 1948 par la compagnie suédoise Svenska Amerika Linien sous le nom de Stockholm. Quatrième navire de la compagnie à porter ce nom, il n’est toutefois que le deuxième à entrer en service. En effet, si le premier Stockholm connait une carrière de plus de 40 ans sous différents noms, les deuxième et troisième, lancés en mai 1938 et mars 1940, sont perdus au cours de leur construction.
Conçu volontairement plus petit que les autres navires transatlantiques de son époque en raison des avancées technologiques de l’aviation, il est affecté à la liaison transatlantique entre la Suède et les États-Unis, mais n’obtient pas un succès grandiose en raison de sa faible capacité et de son manque d’équipements pour les loisirs. Malgré différentes tentatives afin d’essayer de le rendre plus attrayant, la compagnie se résigne à commander des navires plus adaptés, le Kungsholm puis le Gripsholm, qui sont mis en service en 1954 et 1957.
Le Stockholm se rend toutefois involontairement célèbre dans la nuit du 25 juillet 1956, lorsqu’il heurte le paquebot italien Andrea Doria dans une nappe de brouillard au large de l’île de Nantucket. Les photos du navire avec sa proue éventrée, faisant route par ses propres moyens vers New York, fait le tour des journaux du monde entier dans les jours qui suivent. La compagnie le répare, mais poursuit ses tentatives de s’en séparer. C‘est chose faite au début de l’année 1960, lorsqu’il est vendu au Freier Deutscher Gewerkschaftsbund et est affecté à des croisières sous le nom de Völkerfreundschaft jusqu’en 1985. Il change alors plusieurs fois de mains et sert un temps d’hébergement provisoire pour demandeurs d’asile. Sa résurrection intervient en 1994, lorsqu’il est entièrement reconstruit à Gênes sous le nom d’Italia Prima. Il change de noms à plusieurs reprises par la suite, et est actuellement connu sous le nom d’Astoria.
À la suite de la réforme du Doulos Phos en 2009, il devient le plus vieux navire de croisière encore en activité, avec à l’époque 61 ans de service. Depuis la pandémie de Covid-19, il est désarmé dans le port de Rotterdam.

## Histoire
Le Stockholm est un paquebot construit en 1948 par les chantiers navals Götaverken de Göteborg pour la compagnie Svenska Amerika Linien. Il est mis en service le 7 février 1948. Il commence sa traversée inaugurale le 21 février 1948. Au cours d'une violente tempête, un passager décède. En effet, le navire n'a pas de stabilisateurs et tangue fortement lors des tempêtes, ce qui lui vaut le surnom « The worst roller on the North Atlantic » (le pire rouleau de l'Atlantique Nord). En 1952, le navire est envoyé aux chantiers AG Weser de Brême. Ses superstructures sont agrandies, une salle de cinéma est ajoutée et sa capacité maximale est augmentée. En 1955, le Stockholm retourne aux chantiers AG Weser et ses superstructures sont agrandies une seconde fois.

### La collision avec l'Andrea Doria

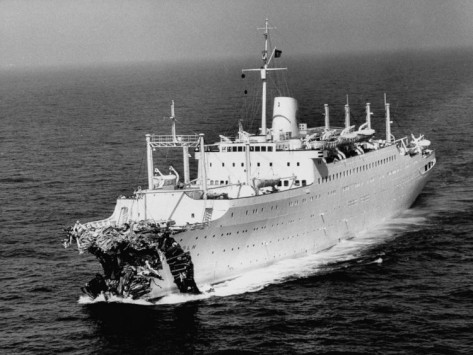
Quelques heures après sa collision avec l’Andrea Doria, le Stockholm est photographié avec sa proue éventrée alors qu’il fait route vers New York.

Le 25 juillet 1956 aux alentours de 23 heures, alors que le navire navigue dans le brouillard au large de l'île de Nantucket, il percute le paquebot Andrea Doria. La collision arrache l' étrave du Stockholm, mais celui-ci reste à flot, contrairement à l'Andrea Doria qui coule onze heures après la collision. Malgré son étrave enfoncée, le Stockholm réussit à rejoindre New York par ses propres moyens. Il arrive à destination le 27 juillet 1956. Peu de temps après son arrivée, le navire entre en cale sèche aux chantiers Bethlehem Steel de New York. Le 5 novembre 1956, le navire reprend du service. Sa cloche d’origine, tombée à la mer à la suite de la collision avec l’Andrea Doria, a été retrouvée des années plus tard lors de plongées sur l’épave du paquebot italien. Elle a été remontée et se trouve depuis 2015 à bord de l’Astoria, nouveau nom du Stockholm depuis 2016.

### LeVölkerfreundschaft
En 1959, le Stockholm est vendu à la centrale syndicale est-allemande Freier Deutscher Gewerkschaftsbund. L'année suivante, le navire est renommé Völkerfreundschaft. Le navire est affrété par la compagnie Stena Line qui lui fait effectuer des croisières entre Göteborg et les Caraïbes tous les hivers de 1966 à 1985.
En avril 1985, le paquebot est vendu à la compagnie Neptunus Rex Enterprises qui le renomme Volker. Il est désarmé à Holmestrand. Le 11 décembre de cette même année, le navire arrive en remorque à Southampton, mais le navire reste désarmé.

### LeFridtjof Nansen
Le 20 décembre 1986, le navire, devenu Fridtjof Nansen, quitte Southampton en remorque. Le 25 décembre, il arrive à Oslo. Il sert alors d'hébergement provisoire pour des demandeurs d'asile.
En mai 1989, le navire est vendu à la compagnie Star Lauro. Le 6 mai 1993, il quitte Oslo en remorque. Il arrive aux chantiers navals Varco Chiapella de Gênes le 27 mai.

### L'Italia Iet l'Italia Prima
Le Fridtjof Nansen est renommé Italia I. Ses moteurs sont changés et ses superstructures sont entièrement reconstruites.
En octobre 1994, l’Italia I devient l’Italia Prima et il est placé sous la direction de la compagnie Nina Cia. di Navigazione.
En décembre 1995, la compagnie Neckermann Seereisen affrète le navire de croisière pour cinq ans. Le 6 janvier 1998, le contrat est rompu à la suite de problèmes financiers de la compagnie. Le navire est désarmé à Gênes. Peu de temps après, il est amené à Lisbonne et sert d'hôtel flottant durant l'Exposition universelle spécialisée.

### LeValtur Prima
En septembre 1998, l’Italia Prima est affrété par la compagnie Valtur Tourisme, filiale du groupe italien de vacances Valtur qui le renomme Valtur Prima. En 2001, le navire est désarmé à La Havane.

### LeCaribe

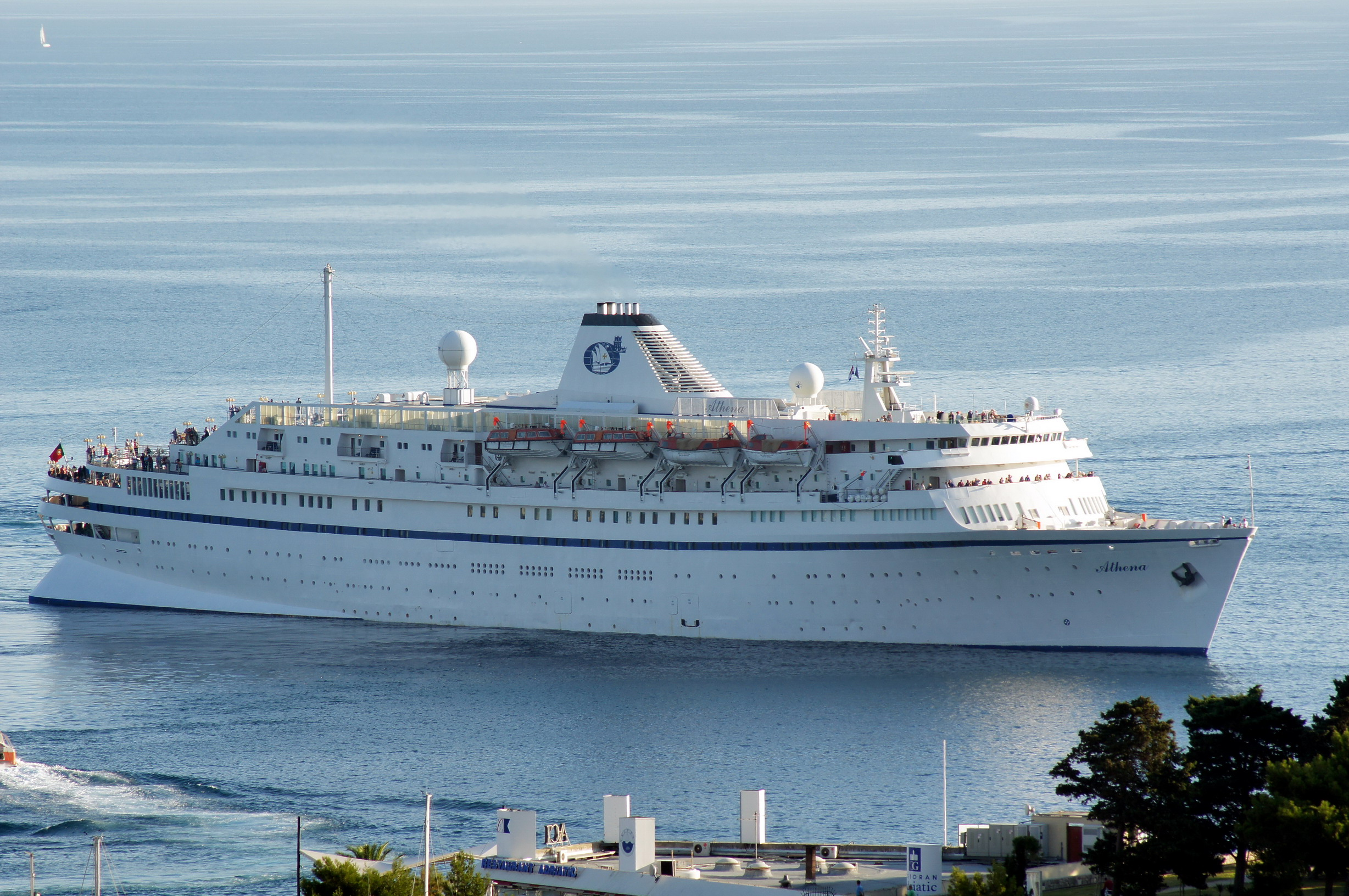

En décembre 2002, il est vendu à la compagnie Festival Cruises et devient le Caribe. En octobre 2004, il est désarmé à Lisbonne.

### L'Athéna
Le 17 janvier 2005, il est vendu à la compagnie Nina Cia. di Navigazione qui le renomme Athéna. En 2005, il est affrété par la compagnie Classic International Cruises. En 2008, cette même compagnie achète le navire. Le 3 décembre 2008, alors que le navire de croisière traverse le golfe d'Aden, un groupe de 29 navires de pirates l'attaque. Heureusement, la réaction rapide de l'équipage force les pirates à prendre la fuite. Personne n'est blessé et le navire de croisière reprend sa route.
En mai 2009, l’Athéna est affrété par la compagnie Phoenix Reisen.
Le 13 septembre 2012, alors que le navire s'apprête à quitter le port de Marseille, il est saisi par les autorités maritimes du port avec le Princess Danaé à la suite de la faillite de sa compagnie.

### L’Azores

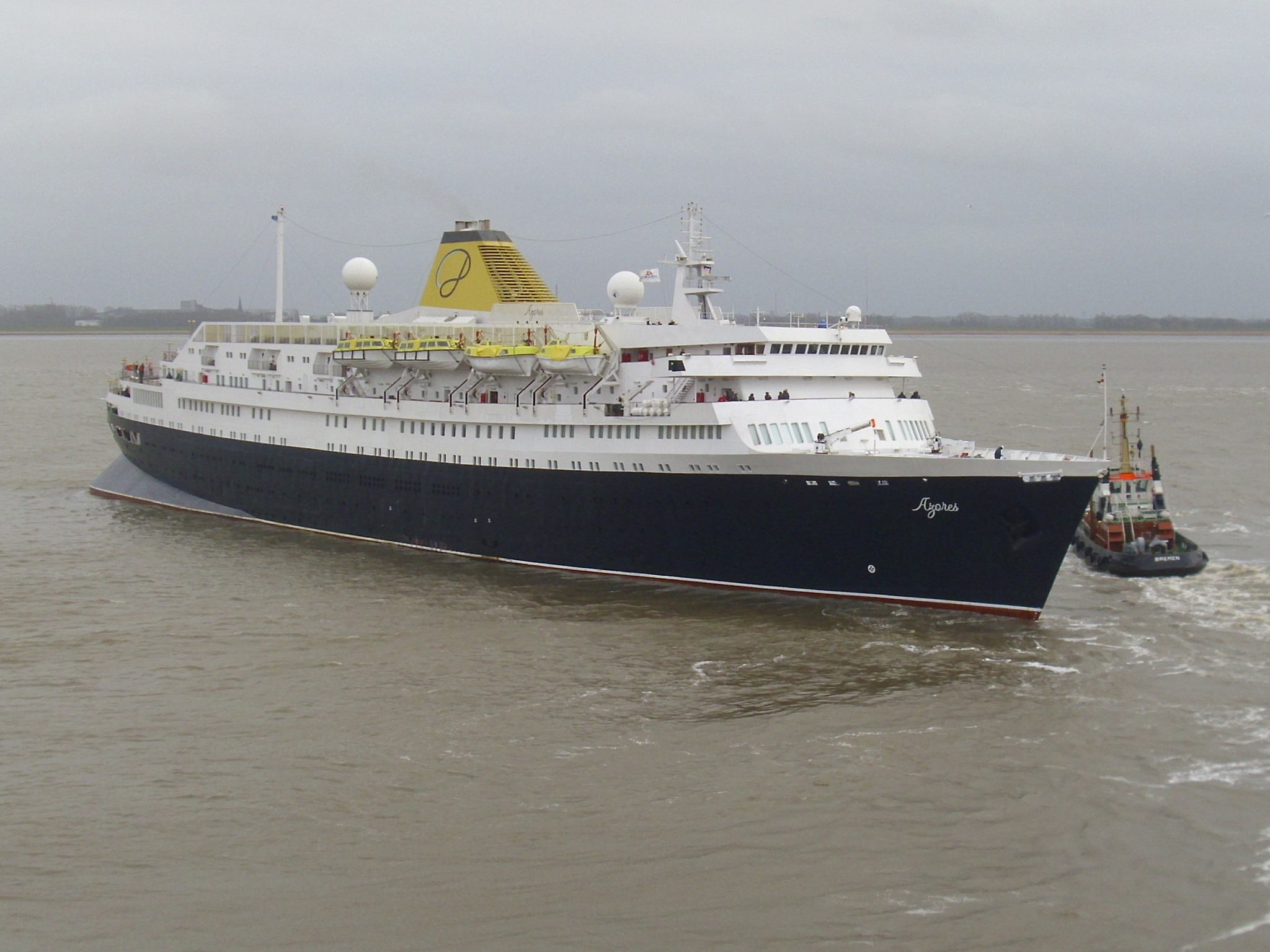

Au début de l'année 2013, il est racheté par la compagnie Portuscale Cruises avec le Princess Danaé, le Funchal et l’Arion. Le 8 juin 2013, le navire entre en cale sèche à Marseille et devient l’Azores. Sa coque devient noire et sa cheminée jaune.

### L'Astoria
Depuis 2016, l’Azores se nomme Astoria. Il est affrété par la compagnie française Rivages du Monde ; sa coque est noire et sa cheminée blanche. Il bat toujours pavillon portugais. Alors qu'il appartenait à l' Islands Cruises Transportes Marítimos Unipessoal, filiale de la banque portugaise Montepio, il est racheté par The Roundtable, société basée à Porto Rico appartenant au milliardaire américain Brock Pierce et se trouve à nouveau en vente.

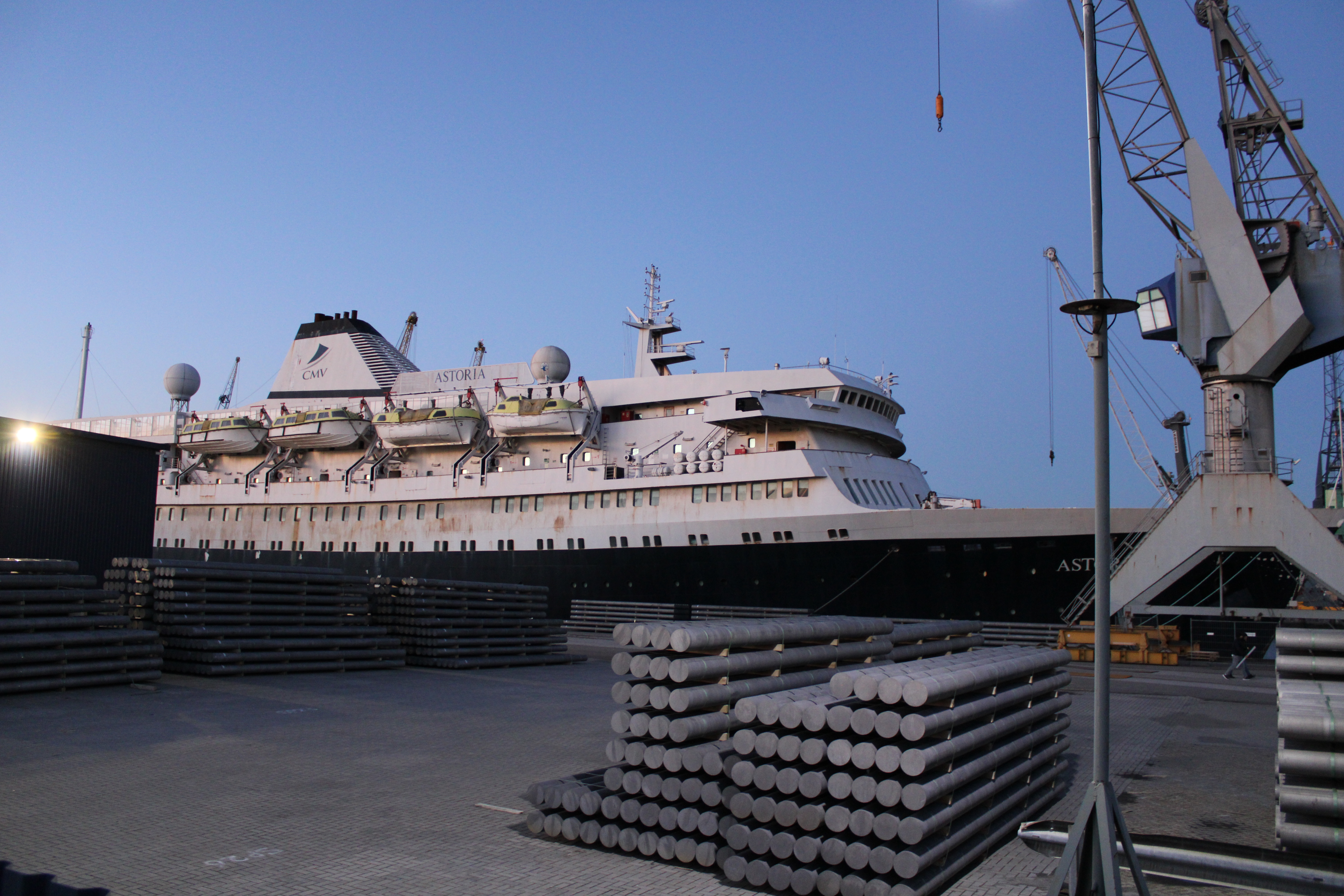
L’Astoria désarmé à Rotterdam en 2024.

Le navire n’est plus exploité depuis le début de la pandémie de Covid-19 en 2020. Le 18 février 2022, immobilisé dans le port de Rotterdam, il subit des avaries lors d'une tempête.
Après plusieurs ventes aux enchères infructueuses, il finit par être acheté pour 200 000 € par le groupe Galloo, qui procède à son démantèlement dans son chantier de Gand à l’été 2025.